# 3e cérémonie des Black Film Critics Circle Awards
La 3e cérémonie des Black Film Critics Circle Awards (BFCC Awards), décernés par le Black Film Critics Circle, ont eu lieu le 18 décembre 2013, et ont récompensé les films réalisés l'année précédente,.

## Palmarès
- Meilleur film :
  - Twelve Years a Slave
- Meilleur réalisateur :
  - Steve McQueen pour Twelve Years a Slave
- Meilleur acteur :
  - Chiwetel Ejiofor pour le rôle de Solomon Northup dans Twelve Years a Slave
- Meilleure actrice :
  - Brie Larson pour le rôle de Grace dans States of Grace (Short Term 12)
- Meilleur acteur dans un second rôle : 
  - Jared Leto pour le rôle de Rayon dans Dallas Buyers Club
- Meilleure actrice dans un second rôle : 
  - Lupita Nyong'o pour le rôle de Patsey l'esclave dans Twelve Years a Slave
- Meilleure distribution :
  - Twelve Years a Slave
- Meilleur scénario original :
  - American Bluff (American Hustle) – Eric Singer et David O. Russell
- Meilleur scénario adapté :
  - Twelve Years a Slave – John Ridley
- Meilleure photographie :
  - Gravity – Emmanuel Lubezki
- Meilleur film étranger :
  - La Vie d'Adèle  France
- Meilleur film d'animation :
  - La Reine des neiges (Frozen)
- Meilleur film documentaire :
  - Twenty Feet From Stardom